# 4:44 지구 최후의 날
4:44 지구 최후의 날(4:44 Last Day on Earth)은 미국에서 제작된 아벨 페라라 감독의 2011년 드라마, 판타지, SF 영화이다. 윌렘 대포 등이 주연으로 출연하였다.

## 출연

### 주연
- 윌렘 대포
- 샤닌 리
- 나타샤 리온
- 파즈 드 라 휴에타

### 조연
- 폴 힙
- 토머스 마이클 설리반
- 셀레나 마스
- 디에드라 맥도웰
- 트리아나 잭슨
- 조시 솔라노